# Caddo agilis
Caddo agilis – gatunek kosarza z podrzędu Eupnoi i rodziny Caddidae.

## Opis
Drobny gatunek kosarza, o długości ciała poniżej 3 mm. Charakteryzują go: duży guzek oczny, białe pasy na odwłoku oraz opalizujące, białe wzory na obrzeżach karapaksu. Nogogłaszczki wyposażone są w kolce.

## Biotop
Gatunek występuje w różnych biotopach, szczególnie w starych lasach, gdzie znajdywany jest na pniach, konarach i kamieniach.

## Występowanie
Gatunek występuje w północno-wschodnich Stach Zjednoczonych (wykazany ze stanów: Connecticut, Dystrykt Kolumbii, Karolina Północna, Maine, Maryland, Michigan, New Jersey, Nowy Jork, Ohio, Pensylwania, Tennessee, Wirginia, Wirginia Zachodnia, Wisconsin oraz Vermont), Kanadzie (Ontario, Quebec i Nowy Brunszwik), Japonii (wyspy Honsiu i Hokkaido) i południowych Kurylach.